# Jeffrey John
Jeffrey John (ur. 6 czerwca 1992) – francuski lekkoatleta specjalizujący się w biegach sprinterskich.
Dwukrotny srebrny medalista Europejskiego Festiwalu Młodzieży (2009). Rok później bez sukcesów wystąpił podczas mistrzostw świata juniorów. W 2011 zdobył dwa medale juniorskich mistrzostw Europy.
Rekordy życiowe w biegu na 200 metrów: stadion – 20,31 (10 czerwca 2017, Genewa); hala – 20,79 (21 lutego 2016, Metz).

## Osiągnięcia
| Rok  | Impreza                                 | Miejsce   | Konkurencja             | Lokata     | Wynik |
| ---- | --------------------------------------- | --------- | ----------------------- | ---------- | ----- |
| 2009 | Letni Europejski Festiwal Młodzieży     | Tampere   | bieg na 200 m           | 2. miejsce | 21,15 |
| 2009 | Letni Europejski Festiwal Młodzieży     | Tampere   | sztafeta 4 × 100 m      | 2. miejsce | 41,31 |
| 2011 | Mistrzostwa Europy juniorów             | Tallinn   | bieg na 200 m           | 3. miejsce | 21,24 |
| 2011 | Mistrzostwa Europy juniorów             | Tallinn   | sztafeta 4 × 100 m      | 1. miejsce | 39,35 |
| 2013 | Superliga drużynowych mistrzostw Europy | Gateshead | sztafeta 4 × 100 m      | 4. miejsce | 38,84 |
| 2013 | Młodzieżowe mistrzostwa Europy          | Tampere   | bieg na 200 metrów      | 8. miejsce | 21,01 |
| 2013 | Młodzieżowe mistrzostwa Europy          | Tampere   | sztafeta 4 × 100 metrów | 6. miejsce | 39,46 |
| 2015 | Mistrzostwa świata                      | Pekin     | bieg na 200 metrów      | eliminacje | 20,48 |
| 2017 | IAAF World Relays                       | Nassau    | sztafeta 4 × 200 metrów | –          | DSQ   |
| 2017 | Uniwersjada                             | Tajpej    | bieg na 200 m           | 1. miejsce | 20,93 |